# Palazzo Tilli
Palazzo Tilli o Palazzo Bianco, oggi conosciuto come Palazzo Dado, è un edificio situato sul lungarno Pacinotti, a Pisa.

## Storia e descrizione
Il palazzo conserva al suo interno alcune strutture in verrucano di case torri medioevali. All'interno è ancora visibile (negli attuali bagni del ristorante "il Dado del Lumiere") una grande architrave in pietra che alcuni studiosi identificano nella cosiddetta "Porta Rossa o Porton Rosso" attestata intorno all'anno mille nelle vicinanze della chiesa di San Martino alla Pietra (attuale negozio Cicli Papini).
La presenza di botteghe al piano terreno del Palazzo è attestata da numerosi documenti fin dai primi anni del XVI secolo: la più antica attestazione è relativa alla locanda del Porton Rosso, nome che venne ceduto nel settecento all'adiacente vicolo, detto originariamente "dietro l'Oriolo" per la presenza di una torre con oriolo (orologio). Nel maggio del 1788 i fratelli Tilli, nipoti ed eredi di Michelangelo, promisero «...di vendere al Conte Agostini una casa che tenevano a livello»; la casa, oggetto della scrittura privata, era l'edificio limitrofo al Palazzo Agostini (o Palazzo Rosso) che venne acquistata con il ricavato della cessione del Palazzo Venerosi (oggi noto come "Palazzo Blu"). All'impianto del Catasto Leopoldino l'immobile (part. 2814) era composto dal fabbricato, dalla corte e dal giardino per un'estensione di 3290 braccia quadre.
Il palazzo prende oggi il suo nome dall'"albergo Dado", che vi è stato ospitato nella prima metà del novecento nei locali della ex Locanda dell'Ussero, ricordata nelle memorie pisane di illustri ospiti come Carlo Goldoni nel 1744, Giacomo Casanova nel 1760, Vittorio Alfieri nel 1785, Filippo Mazzei nel 1792, Gioacchino Belli nel 1829 e John Ruskin del 1840.

## Galleria d'immagini

Palazzo Tilli o Palazzo Dado, 1901 (è presente l'"Albergo del Dado" da cui il Palazzo prende oggi il nome
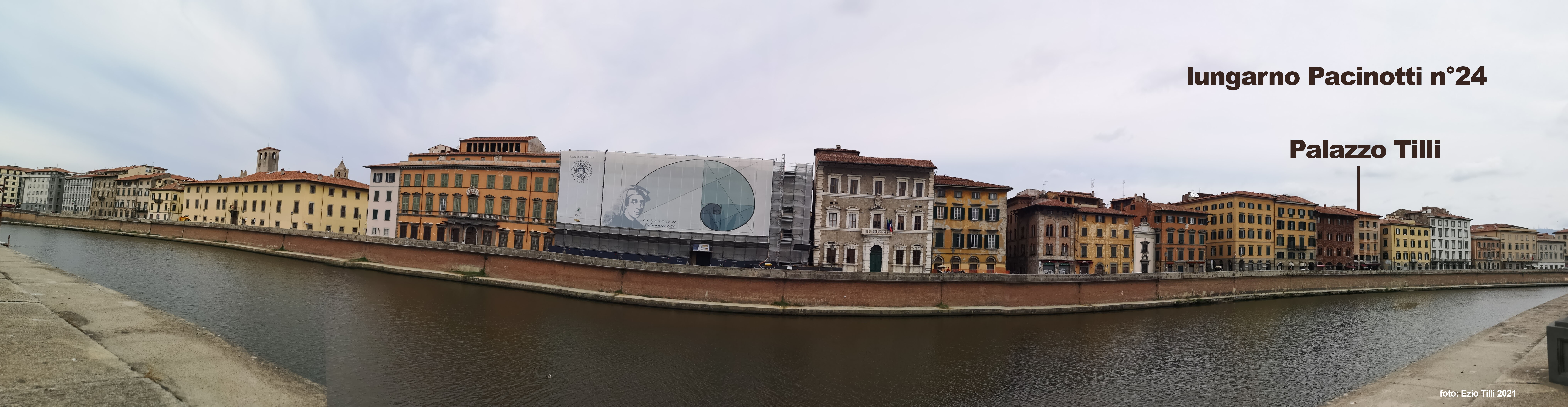
Panorama del lungarno Pacinotti
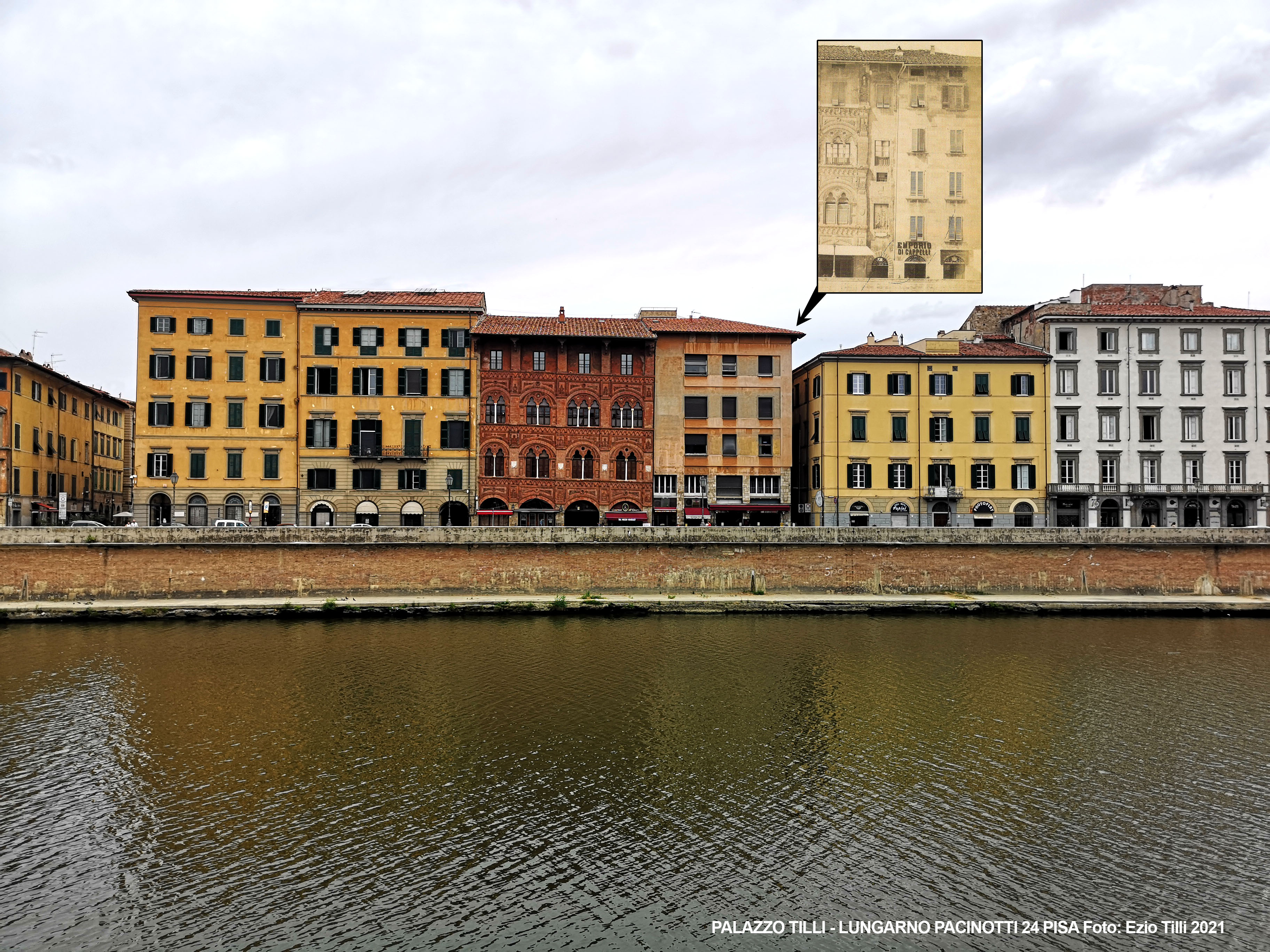
Palazzo Tilli, visto dal lungarno Gambacorti.